# NGC 1393
NGC 1393 est une galaxie lenticulaire située dans la constellation de l'Éridan. NGC 1393 a été découverte par l'astronome germano-britannique William Herschel en 1785.

## Caractéristiques
Sa vitesse par rapport au fond diffus cosmologique est de 2 027 ± 19 km/s, ce qui correspond à une distance de Hubble de 29,9 ± 2,1 Mpc (∼97,5 millions d'al).
À ce jour, une mesure non basée sur le décalage vers le rouge (redshift) donne une distance d'environ 27,200 Mpc (∼88,7 millions d'al). Cette valeur est à l'intérieur des valeurs de la distance de Hubble.

## Groupe de NGC 1359 et de NGC 1407
NGC 1393 fait partie d'un groupe de galaxies qui porte son som. Le groupe de NGC 1359 renferme au moins trois autres galaxies : NGC 1359, NGC 1383 et ESO 548-32 (UGCA 077). Le groupe de NGC 1359 fait partie de l'amas galactique de l'Éridan. Ce même groupe est aussi mentionné dans un article publié par A.M. Garcia en 1993, mais elle ne compte que trois membres et la galaxie NGC 1359 n'y figure pas, car Garcia le place dans le groupe de NGC 1407. On y retrouve une autre galaxie, soit ESO 548-79.